# Río Mendoza
Río Mendoza är ett vattendrag i Argentina.   Det ligger i provinsen Mendoza, i den centrala delen av landet, 1 000 km väster om huvudstaden Buenos Aires.
Omgivningarna runt Río Mendoza är i huvudsak ett öppet busklandskap. Runt Río Mendoza är det mycket glesbefolkat, med 3 invånare per kvadratkilometer.